# Butlerville, Ohio
Butlerville là một làng thuộc quận Warren, tiểu bang Ohio, Hoa Kỳ. Năm 2010, dân số của làng này là 163 người.

## Dân số
- Dân số năm 2000: 231 người.
- Dân số năm 2010: 163 người.